# Slavonické podzemí
Slavonické podzemí je podzemní systém chodeb pod náměstím Míru ve Slavonicích, jenž v minulosti sloužil zejména k odvádění podzemní vody. Jakožto unikátní technická a historická památka ve městě Slavonice je od roku 1998 zpřístupněno veřejnosti.

## Historie
Nejstarší sklepy (tzv. lochy) vznikaly ve 13. a 14. století. Jsou ručně vysekané v rulovém masivu, práce pravděpodobně prováděli horníci z Jihlavska. Sklepy sloužily k ukládání různých druhů potravin, sudů s vínem či pivem a v některých sklepech byly dokonce umístěny řemeslné dílny. Dílny byly určeny pro zpracování masa, kůží atd. – obvykle šlo o činnosti, které vyžadovaly chlad a stálou teplotu.
Během 2. poloviny 15. století byly sklepy propojovány systémem chodeb, který měl za úkol odvádět přebytečnou podzemní vodu ze sklepů do hradebního příkopu. Systém byl dokončen v 16. století. Chodby – určené výhradně pro odvod podzemní vody – jsou velmi malých rozměrů. Průměrný profil je 150 cm výška a 60 cm šířka. Odvodňovací systém částečně fungoval až do 19. století, když však byl v průběhu 19. století zavezen hradební příkop, voda neměla kam odtékat. Dílo zkázy pak dokonala povodeň roku 1967 – podzemí bylo zaplaveno bahnem a vodou téměř ke stropu.
Průzkum a pročišťování podzemí probíhá od roku 1993. Dnes známá a pročištěná část měří asi 1,5 km. Odvodňovací systém pod náměstím Míru opět funguje jako kdysi, pod Horním náměstím probíhá průzkum.